# Mamadou Niang
Mamadou Niang (ur. 13 października 1979 w Matam), piłkarz senegalski grający na pozycji napastnika.

## Kariera klubowa
Niang urodził się w senegalskim mieście Matam, a już jako młody chłopiec wyemigrował z rodzicami do Francji. Tam rozpoczął piłkarską karierę w klubie Saint-Andre-les-Vergers, a następnie trafił do Troyes AC i w 1999 roku stał się zawodnikiem pierwszego zespołu. Debiut w Ligue 1 zaliczył jednak dopiero sezon później, 28 lipca 2000, a Troyes przegrało z Olympique Marsylia 1:3. W Troyes grał nie miał miejsca w podstawowym składzie drużyny. W jego barwach zadebiutował też w europejskich pucharach – w Pucharze UEFA w sezonie 2001/2002. Rundę jesienną sezonu 2002/2003 spędził także w Troyes, ale na wiosnę został wypożyczony do FC Metz i awansował z nim do Ligue 1.
Latem 2003 Niang przeszedł do RC Strasbourg. W sezonie 2003/2004 zdobył 9 bramek w lidze, a w kolejnym -12, zostając najlepszym strzelcem zespołu. W tym samym roku wywalczył Puchar Ligi Francuskiej (zagrał w finale z SM Caen). Latem 2005 za 7 milionów euro Mamadou trafił do Olympique Marsylia. W jej barwach zadebiutował 16 lipca w wygranym 3:2 meczu z BSC Young Boys w Pucharze Intertoto (w debiucie zdobył gola). Z Marsylią awansował do Pucharu UEFA, a w lidze zajął 5. miejsce, w linii ataku najczęściej grając z Toifilou Maoulidą czy Mickaëlem Pagisem, ale to Niang z 10 golami na koncie był najlepszym strzelcem swojego klubu. Dotarł też z nim do finału Pucharu Francji. Osiągnięcie to powtórzył w sezonie 2006/2007 i wywalczył wtedy wicemistrzostwo kraju ponownie zostając najlepszym strzelcem klubu. Wraz z OM zdobył Puchar Ligi Francuskiej, mistrzostwo Francji i Superpuchar Francji w 2010. 14 sierpnia przeniósł się do Fenerbahçe SK za kwotę 8 milionów euro. Od sezonu 2011/12 występuje w katarskim Al-Sadd. 31 stycznia 2013 roku został wypożyczony do tureckiego Beşiktaşu JK do końca sezonu. 3 marca 2013 roku trafił swojego pierwszego gola i zaliczył asystę w wygranym 3-2 meczu ze swoim byłym klubem, Fenerbahçe.
| Sezon   | Klub               | Kraj    | Rozgrywki              | Mecze | Bramki |
| ------- | ------------------ | ------- | ---------------------- | ----- | ------ |
| 1999/00 | Troyes AC          | Francja | Ligue 1                | 0     | 0      |
| 2000/01 | Troyes AC          | Francja | Ligue 1                | 10    | 2      |
| 2001/02 | Troyes AC          | Francja | Ligue 1                | 17    | 3      |
| 2002/03 | Troyes AC          | Francja | Ligue 1                | 20    | 3      |
| 2002/03 | FC Metz            | Francja | Ligue 2                | 12    | 5      |
| 2003/04 | RC Strasbourg      | Francja | Ligue 1                | 23    | 9      |
| 2004/05 | RC Strasbourg      | Francja | Ligue 1                | 33    | 12     |
| 2005/06 | Olympique Marsylia | Francja | Ligue 1                | 28    | 10     |
| 2006/07 | Olympique Marsylia | Francja | Ligue 1                | 37    | 12     |
| 2007/08 | Olympique Marsylia | Francja | Ligue 1                | 29    | 18     |
| 2008/09 | Olympique Marsylia | Francja | Ligue 1                | 27    | 13     |
| 2009/10 | Olympique Marsylia | Francja | Ligue 1                | 32    | 18     |
| 2010/11 | Olympique Marsylia | Francja | Ligue 1                | 2     | 0      |
| 2010/11 | Fenerbahçe SK      | Turcja  | Süper Lig              | 29    | 15     |
| 2011/12 | Al-Sadd            | Katar   | Q-League               | 13    | 4      |
| 2012/13 | Al-Sadd            | Katar   | Q-League               | 9     | 4      |
| 2012/13 | Beşiktaş JK        | Turcja  | Süper Lig              | 10    | 3      |
| 2013/14 | Al-Sadd            | Katar   | Q-League               | 4     | 1      |
| 2014/15 | AC Arles-Avignon   | Francja | Ligue 2                | 16    | 2      |
| 2015/16 | AC Arles-Avignon   | Francja | Championnat National 2 | 1     | 0      |

## Kariera reprezentacyjna
W reprezentacji Senegalu Niang zadebiutował w 2004 roku. Brał udział w kwalifikacjach do Mistrzostw Świata w Niemczech, a w 2006 roku został powołany do kadry na Puchar Narodów Afryki 2006. Tam zagrał w dwóch grupowych meczach, a w ćwiercfinałowym z Gwineą (2:1) i półfinałowym z Egiptem (1:2) zdobywał po golu. Wystąpił także w przegranym 0:1 meczu o 3. miejsce z Nigerią.